# Asplenium schimperianum
Asplenium schimperianum là một loài dương xỉ trong họ Aspleniaceae. Loài này được Hochst., Fee mô tả khoa học đầu tiên năm 1850.
Danh pháp khoa học của loài này chưa được làm sáng tỏ. 